# 12-я Сибирская стрелковая дивизия (Российская империя)
12-я Сибирская стрелковая дивизия — пехотное соединение в составе российской императорской армии

## История дивизии
Сформирована в июле 1914 г. по мобилизации из запасных чинов Иркутского военного округа.
Убыла из Иркутска 11 сентября, 23 октября была включена в 8-ю армию Юго-Западного фронта передислоцирована в Бескиды, северную полосу Карпат, став единственным сибирским соединением на этом участке фронта.
04.02.1915 передана в 3-ю армию ЮЗФ. 12.06.1915 3-я армия передана на Северо-Западный фронт, 12-я Сибирская стрелковая дивизия выведена в резерв.
15.06.1915 дивизия включена в состав формируемого в Минске 7-го Сибирского армейского корпуса. 14.07.1915 корпус включён в 5-ю армию Северо-Западного фронта. В июле — начале августа участвовала в Митаво-Шавельской операции.

По опыту 1914—1915 гг. на Сибирские корпуса возлагают самые ответственные задачи, но, пополненные новым личным составом, они начинают разочаровывать командование. Так было 2 июля 1915 г. с 12-й и 13-й Сибирскими дивизиями, образовавшими 7-й Сибирский корпус. Боевая слава, заработанная ими на полях Галиции и в Карпатских горах, позволила командующему 5-й русской армии П. А. Плеве считать стрелков надежным прикрытием города Митава. Но слава дивизий принадлежала оставшимся на полях сражений, а в строю испытанных бойцов осталось не более 7-8 %"— П. А. Новиков. Сибирские армейские корпуса в первой мировой войне

Две второочередные дивизии, сформированные III Сибирским корпусом, — 12-я и 13-я — отлично показали себя в первые месяцы войны, особенно 12-я, имевшая геройские дела в ноябре — декабре на Карпатах (Бескиды). Потеряв свой превосходный первый состав, эти дивизии не были счастливы в пополнениях, выказав летом 1915 года в Курляндии мало стойкости, и образованный из них VII Сибирский корпус не пользовался доброй славой. Им командовали генералы Радко Дмитриев, Ступин и Бачинский.— А. А. Керсновский. История Русской армии
11.08.1915 корпус передан в формируемую 12-ю армию Северного фронта, к лету 1916 года выведен во фронтовой резерв. 22.08.1916 корпус передан в 7-ю армию Юго-Западного фронта.
В апреле 1918 года 7-й Сибирский корпус был демобилизован в составе 7-й армии в городах Центрально-Чернозёмного района.

## Состав дивизии
- 1-я бригада
  - 45-й Сибирский стрелковый полк
  - 46-й Сибирский стрелковый полк
- 2-я бригада
  - 47-й Сибирский стрелковый полк
  - 48-й Сибирский стрелковый полк
- 12-я Сибирская стрелковая артиллерийская бригада

## Командование дивизии
«Командующий» в дореволюционной терминологии означал временно исполняющего обязанности начальника или командира.

### Начальники дивизии
- 19.07.1914 — 08.08.1914 — командующий генерал-майор Трофимов, Владимир Онуфриевич
- 08.08.1914 — 12.07.1915 — генерал-лейтенант Сулимов, Николай Ильич
- 15.07.1915 — 25.10.1916 — командующий генерал-майор Эггерт, Виктор Викторович
- 20.10.1916 — 07.07.1917 — командующий генерал-майор Архипович, Николай Георгиевич
- 07.07.1917 — ??? — командующий генерал-майор Бочковский, Николай Андреевич
- 1917 — генерал-майор Харламов, Виктор Викторович

### Начальники штаба дивизии
- 21.03.1915 — 03.07.1916 — подполковник (с 06.12.1915 полковник) Котович, Михаил Александрович
- 17.07.1916 — 17.01.1917 — полковник Зундблад, Александр Оскарович
- 09.02.1917 — 20.06.1917 — полковник (с 20.05.1917 генерал-майор) Родцевич-Плотницкий, Леонтий Леонтьевич
- 13.07.1917 — хх.хх.хххх — и. д. полковник Сулавко, Андрей Васильевич

### Командиры бригады
- 29.07.1914-09.08.1915 — генерал-майор князь Абашидзе, Дмитрий Ростомович
- 15.10.1915-03.02.1916 — генерал-майор Васильев, Михаил Николаевич
- 07.04.1916-10.10.1917 — генерал-майор барон фон Хелленс, Яльмар Фёдорович

### Командиры 12-й Сибирской стрелковой артиллерийской бригады
- 25.06.1914 — 25.08.1917 — полковник (с 08.11.1915 генерал-майор) Фиалковский, Алексей Флегонтович
- 25.08.1917 — хх.хх.хххх — командующий полковник Чижиков, Фёдор Львович